# Зимбабвийская фондовая биржа
Зимбабвийская фондовая биржа — маленькая, но активная фондовая биржа в Африке. На бирже имеют листинг около 65 компаний.

## Индексы биржи
- Zimbabwe Industrial Index (ZII)
- Zimbabwe Mining Index (ZMI)